# Antes que anochezca
Antes que Anochezca (publicado em português como Antes que Anoiteça) é um livro autobiográfico de autoria do escritor cubano Reinaldo Arenas, escrito no exílio, quando o autor já estava gravemente doente.
Publicado em 1992, o livro relata as transformações sociais em Cuba antes e depois da revolução de 1959. Perseguido por ser homossexual e não concordar com as regras para a produção cultural revolucionária na ilha, Arenas pretendeu escrever uma crítica à ditadura castrista.
Foi adaptado para o cinema em 2000, e seu autor foi interpretado por Javier Bardem — papel que lhe valeu uma indicação ao Oscar de Melhor Ator.